# Eden (Wisconsin)
Pour les articles homonymes, voir Eden.
Eden est un village du comté de Fond du Lac, dans l'État du Wisconsin, aux États-Unis. En 2020, il comptait une population de 884 habitants.